# Saison 1903 des Naps de Cleveland
La Saison 1903 des Naps de Cleveland est la troisième saison en ligue majeure pour cette franchise rebaptisée en l'honneur de son joueur vedette : Nap Lajoie.

## Saison régulière

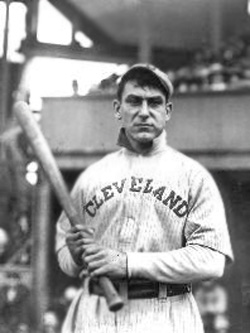
Nap Lajoie

L'entame de la saison est catastrophique avec seulement deux victoires lors des neuf premiers matches. La bonne nouvelle du début de saison vient des tribunes. Le record d'affluence tombe à League Park le 28 avril à l'occasion du match d'ouverture à domicile : 19 867 spectateurs sont comptabilisés dans une enceinte prévue pour accueillir 9000 spectateurs. Certains spectateurs se trouvent même sur le terrain de jeu.
La municipalité de Cleveland ayant adopté en 1902 la Sunday Blue-Law, interdisant notamment la pratique du baseball le dimanche, les Indians disputent leurs rencontres programmées ce jour en dehors de la ville. Ils jouent ainsi le 10 mai et le 21 juin à Canton et le 17 mai à Columbus.
Le 4 juin, les Naps affrontent pour la première fois une formation de New York : les New York Highlanders, futurs Yankees.
Le 8 août, la partie est perdue par forfait. Menés 6-5 en dixième manche, les Naps perdent patience quand le receveur des Tigers remet en jeu une balle très endommagée. Les joueurs de Cleveland font appel à l'arbitre, qui laisse faire. Nap Lajoie s'énerve alors, saisit la balle et la lance dans les tribunes. Ce mouvement d'humeur déplait à l'arbitre qui déclare les Tigers vainqueurs par forfait.
Le 29 août, le train transportant les joueurs de Cleveland à Saint-Louis déraille. Le wagon des joueurs est endommagé, mais les joueurs en sortent indemnes.
Le 24 septembre, Bill Bradley frappe un cycle lors du succès 12-2 face aux Senators de Washington.
L'équipe est décimée par les blessures en fin de saison. Les meilleurs lanceurs tels Joss, Moore et Bernhard sont à l'infirmerie lors du dernier mois de compétition. En ne remportant que sept des quatorze derniers matches au programme, les Naps perdent la seconde place d'un demi-point.

## Effectif

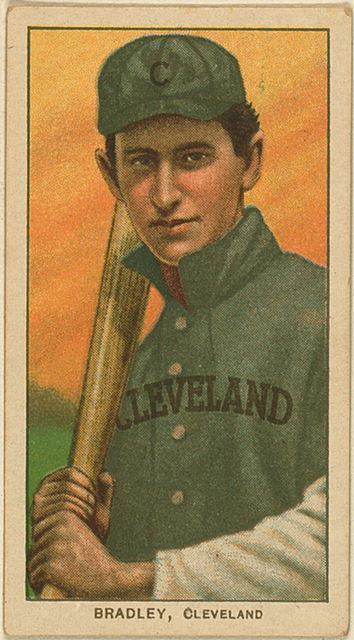
Bill Bradley

### Classement

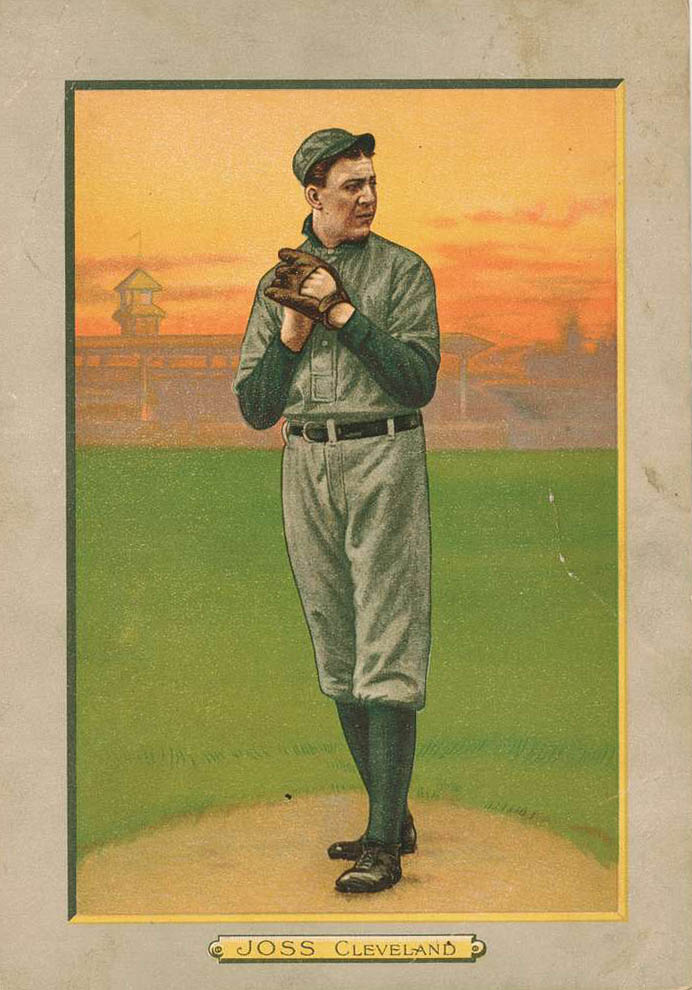
Addie Joss

| Ligue américaine       | V  | D  | N | GB  | Pct. |
| ---------------------- | -- | -- | - | --- | ---- |
| Boston Americans       | 91 | 47 | 3 | --  | .659 |
| Philadelphia Athletics | 75 | 60 | 2 | 14½ | .556 |
| Cleveland Naps         | 77 | 63 | 0 | 15  | .550 |
| New York Highlanders   | 72 | 62 | 2 | 17  | .537 |
| Detroit Tigers         | 65 | 71 | 1 | 25  | .478 |
| St. Louis Browns       | 65 | 74 | 0 | 26½ | .468 |
| Chicago White Sox      | 60 | 77 | 1 | 30½ | .438 |
| Washington Senators    | 43 | 94 | 3 | 47½ | .314 |

## Statistiques individuelles

### Batteurs
Note: J = Matches joués; V = Victoires; D = Défaites; AB = Passage au bâton; H = Hits; Avg. = Moyenne au bâton; HR = Cop de circuit; RBI = Point produit
| Joueur | J | AB | H | Avg. | HR | RBI |
| ------ | - | -- | - | ---- | -- | --- |

### Lanceurs partants
| Joueur | J | IP | V | D | ERA | SO |
| ------ | - | -- | - | - | --- | -- |

### Lanceurs de Relève
| Joueur | J | V | D | SV | ERA | SO |
| ------ | - | - | - | -- | --- | -- |